# NGC 3135
NGC 3135 este o galaxie LINER situată în constelația Ursa Mare. A fost descoperită în 19 martie 1828 de către John Herschel. Se află la o distanță de 103,59 megaparseci de Pământ.